# Breuil (Käse)
Der Breuil (baskisch Cenberona) ist ein Molkenkäse und eine regionale Spezialität aus dem französischen Teil des Baskenlandes. Er wird aus der Molke von Schafsmilch hergestellt, die beispielsweise bei der Produktion von Ossau-Iraty anfällt. Er ist dem Greuilh, einem ebenfalls aus Schafsmolke hergestellten Frischkäse, sehr ähnlich und eng verwandt mit anderen Molkenkäsen wie zum Beispiel dem Brousse du Rove aus der Provence.
Breuil ist ein Saisonprodukt und wird ausschließlich von Dezember bis Juli hergestellt, in der Zeit, in der die Schafe ihre Lämmer bekommen und sie säugen.

## Herstellung
Die Herstellung des Breuil beginnt damit, dass die Schafsmolke langsam auf eine Temperatur knapp unter dem Siedepunkt erhitzt wird, ohne dabei gerührt zu werden. Ab einer Temperatur von 80 °C beginnt das in der Molke enthaltene Eiweiß auszuflocken und bildet eine Art Schaum an der Oberfläche. Dieser wird vorsichtig abgeschöpft und in ein Tuch gegeben. Nach dem Abtropfen bleibt eine feine, weiche und cremige Masse im Tuch zurück.
Aufgrund des niedrigen Fettgehalts hat der Frischkäse eine äußerst begrenzte Haltbarkeit und sollte am besten innerhalb von ein bis zwei Tagen nach dem Erwerb verzehrt werden.

## Aussehen und Geschmack
Der Käse hat eine helle Farbe und eine sehr cremige, geschmeidige Konsistenz. Er zeichnet sich durch ein leicht milchiges Aroma und einen feinen, leicht säuerlichen Geschmack aus.

## Darreichung
Als Spezialität der baskischen Küche wird dieser Käse in einer Schüssel serviert, mit starkem Kaffee übergossen zum Frühstück gegessen. Wird er als Nachtisch serviert, wird er mit Zucker bestreut und mit Armagnac übergossen.